# Osservatorio di Pulkovo
L'osservatorio spaziale di Pulkovo (in russo Пу́лковская астрономи́ческая обсервато́рия?) è il principale osservatorio astronomico dell'Accademia russa delle scienze, situato circa 19 km a sud di San Pietroburgo sulle Alture di Pulkovo (75 m sul livello del mare).

## Storia

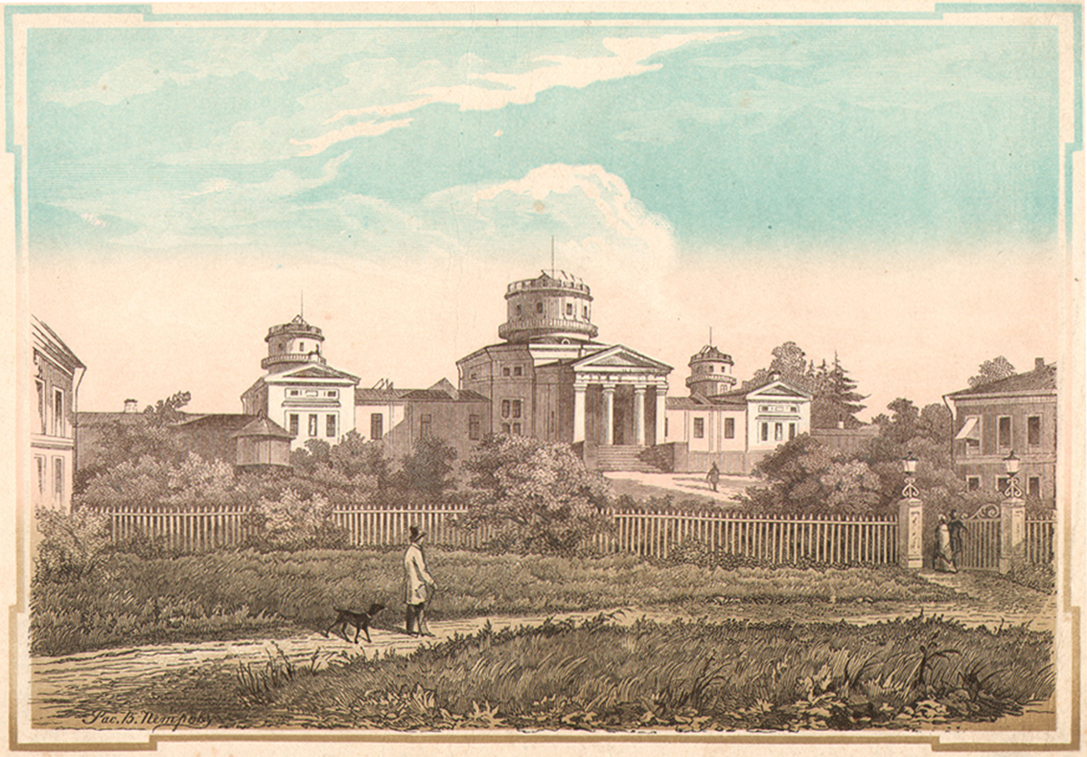
Osservatorio di Pulkovo. 1855.

La costruzione dell'osservatorio fu diretta dall'architetto A. P. Brjulliov ed ebbe termine nel 1839. Il suo primo direttore — a partire dal 1861 — fu l'eminente scienziato russo Vasilij Jakovlevič Struve, cui succedette il figlio Otto Vasili'evič Struve. La strumentazione dell'osservatorio era estremamente moderna, e comprendeva il più grande rifrattore da 38 centimetri del mondo. La principale attività di ricerca fu la determinazione delle coordinate stellari e delle costanti astronomiche, oltre all'individuazione di stelle doppie. Le attività dell'osservatorio comprendevano anche l'analisi geografica del territorio russo e lo sviluppo della navigazione. Vennero redatti cataloghi stellari contenenti le posizioni di 374 (e successivamente 558) stelle negli anni 1845, 1865, 1885, 1905 e 1930.
In occasione del cinquantesimo anniversario dell'osservatorio venne costruito un laboratorio di astrofisica dotato del più grande rifrattore da 76 cm del mondo. La ricerca in quel campo guadagnò ulteriore impulso con la nomina a direttore di Fëdor Bredichin, nel 1890, e con il trasferimento di Aristarch Belopolskij (specializzato nella spettroscopia stellare e nello studio del Sole) dall'osservatorio di Mosca. Nel 1923 l'osservatorio fu dotato di un grande spettrografo di Littrow, e nel 1940 di un telescopio solare orizzontale fabbricato presso Leningrado. Già con l'installazione di un astrografo nel 1894 l'osservatorio poté orientare le proprie attività di ricerca verso l'astrofotografia; nel 1927, sfruttando nuovi strumenti, un gruppo di astronomi russi catalogò le stelle delle regioni circumpolari del cielo boreale. Con la costruzione del telescopio zenitale nel 1904 iniziarono le attività di osservazione dei movimenti dei poli celesti. Nel 1920 ebbe inizio la trasmissione via radio del segnale orario esatto.
L'osservatorio di Pulkovo si occupò anche di attività geodetiche. ebbe un ruolo rilevante nella misura dell'angolo d'arco del meridiano dal Danubio all'oceano Artico (il cosiddetto Arco geodetico di Struve, calcolato negli anni compresi fra il 1816 e il 1855), e nella triangolazione di Spitsbergen (negli anni 1899-1901). Geodeti ed idrografi militari erano soliti lavorare all'interno dell'istituzione. Il meridiano di Pulkovo, che attraversava il centro dell'edificio principale dell'osservatorio ed era situato a 30°19,6' ad est di Greenwich, divenne il punto di riferimento per tutte le mappe geografiche dell'Unione Sovietica.
Gli scienziati di Pulkovo attivarono due gemellaggi in modo da poter osservare le stelle dei cieli meridionali, invisibili a quella latitudine. Vennero quindi stretti accordi con la stazione astrofisica del villaggio di Simeiz, in Crimea, un piccolo osservatorio privato consegnato all'osservatorio dall'astrofilo N. S. Malcev nel 1908, e con la stazione astrometrica di Nikolaev (Mykolaïv), un ex osservatorio della Marina sovietica (oggi osservatorio di Nikolaev).

## Storia recente

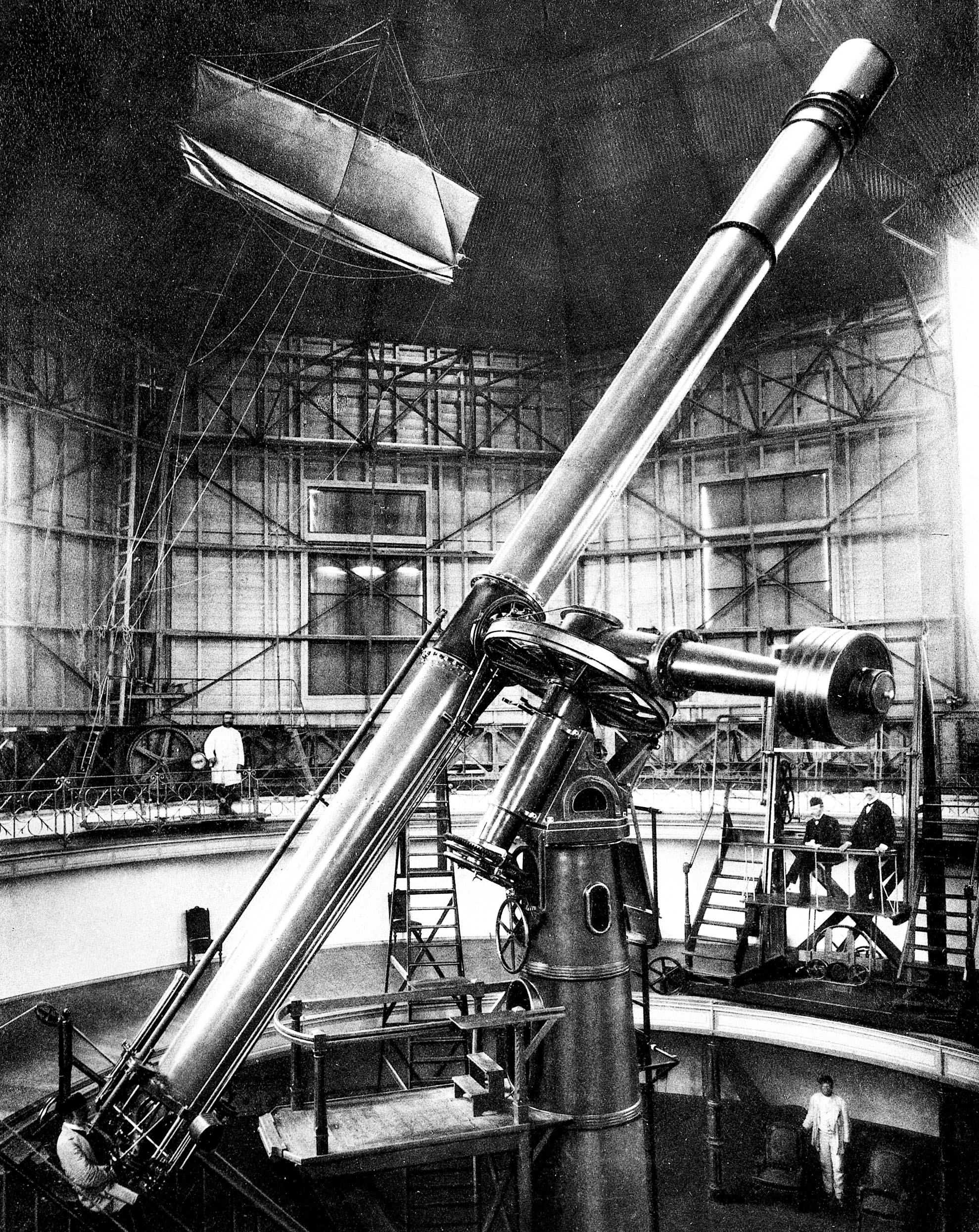
Telescopio del diametro di 76 cm, che venne costruito nel 1885, ma venne distrutto nel 1944 durante l'assedio

Lo staff dell'osservatorio fu duramente colpito dalle Grandi purghe: numerosi astronomi di Pulkovo, fra cui il direttore Boris Gerasimovich, vennero arrestati e condannati a morte sul finire degli anni 1930.
Fin dall'inizio della grande guerra patriottica l'osservatorio divenne oggetto di bombardamenti e raid aerei da parte della Germania. Gli edifici del complesso vennero completamente rasi al suolo, insieme alla preziosa strumentazione e alla maggior parte della biblioteca, di inestimabile valore. I russi riuscirono a salvare solamente alcuni strumenti di medie dimensioni.
Ancora prima del termine della seconda guerra mondiale il governo sovietico decise di restaurare l'osservatorio; nel 1946, ripulito il terreno dalle macerie, iniziarono i lavori di ricostruzione. Nel maggio 1954 l'osservatorio riaprì, con nuovi strumenti e un gran numero di dipendenti e di progetti di ricerca. Vennero istituiti nuovi dipartimenti, come il Dipartimento di radioastronomia e il Dipartimento di strumentazione. I vecchi strumenti sopravvissuti al bombardamento vennero riparati, modernizzati e rimessi in funzione. I nuovi macchinari installati comprendevano un rifrattore da 65 cm, un telescopio polare fotografico, un grande telescopio zenitale, un interferometro stellare, due telescopi solari, un coronografo ed un grande radiotelescopio. La stazione di Simeiz divenne parte del nuovo osservatorio astrofisico di Crimea dell'Accademia russa delle scienze nel 1945. Vennero inoltre costruita la stazione astronomica del Monte Kislovodsk e un laboratorio presso Blagoveščensk. L'osservatorio organizzò numerose spedizioni per la determinazione di differenze di longitudine, l'osservazione dei passaggi di Venere e delle eclissi solari. Nel 1962 l'osservatorio diresse una spedizione in Cile per osservare il cielo meridionale.
Un riflettore Ritchey-Chrétien, l'AZT-24, del diametro di 108 cm e costruito per l'Osservatorio di Pulkovo, fu trasferito in Italia nel 1995 e posto sul Gran Sasso nel 1997, per essere qui impiegato come strumento principale della Stazione osservativa di Campo Imperatore. Questo telescopio è equipaggiato con la camera ad infrarossi (1,1-2,5 μm) SWIRCAM, fornita dall'Osservatorio astronomico d'Abruzzo, e coinvolta nel progetto SWIRT sulla ricerca di supernove extragalattiche, in cui collabora anche la Russia.

## Galleria d'immagini

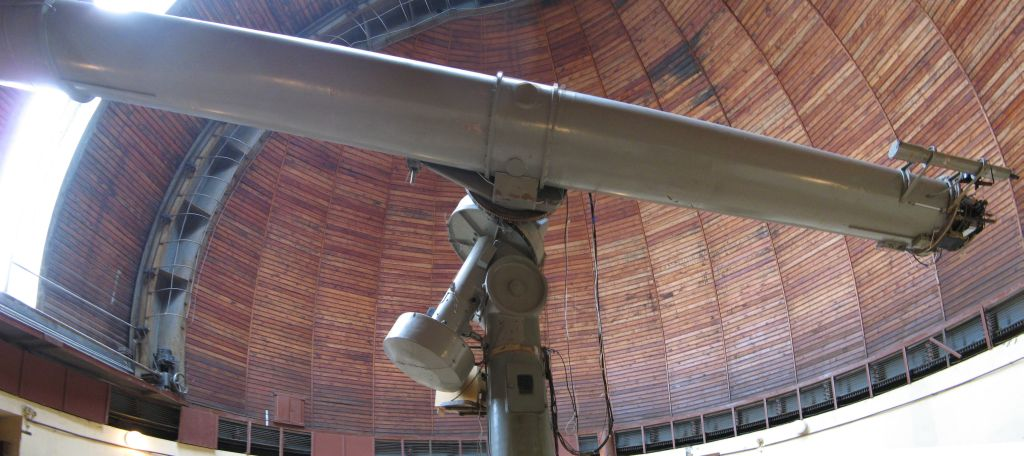
Telescopio da 65 cm di diametro.
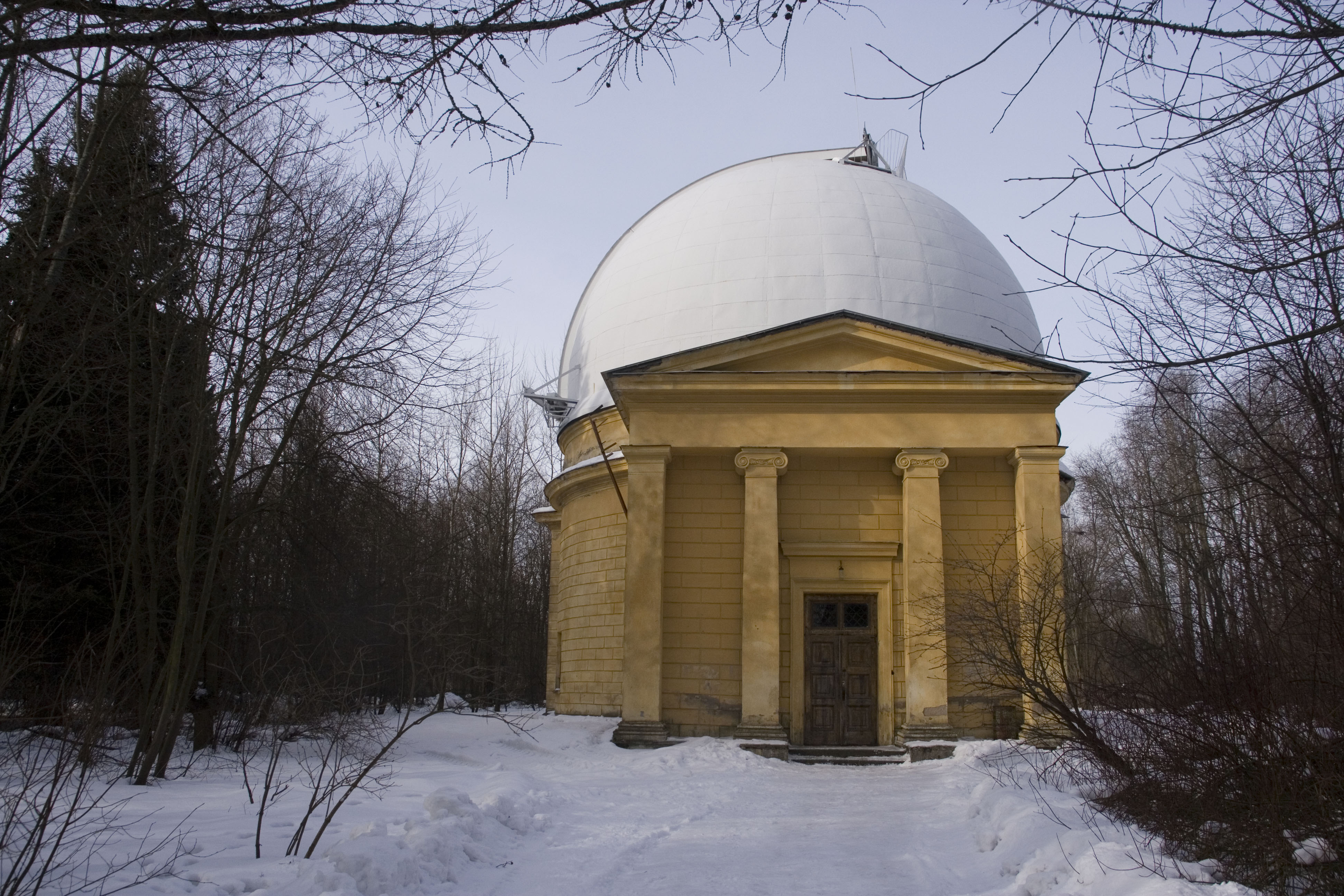
Cupola del telescopio da 65 cm
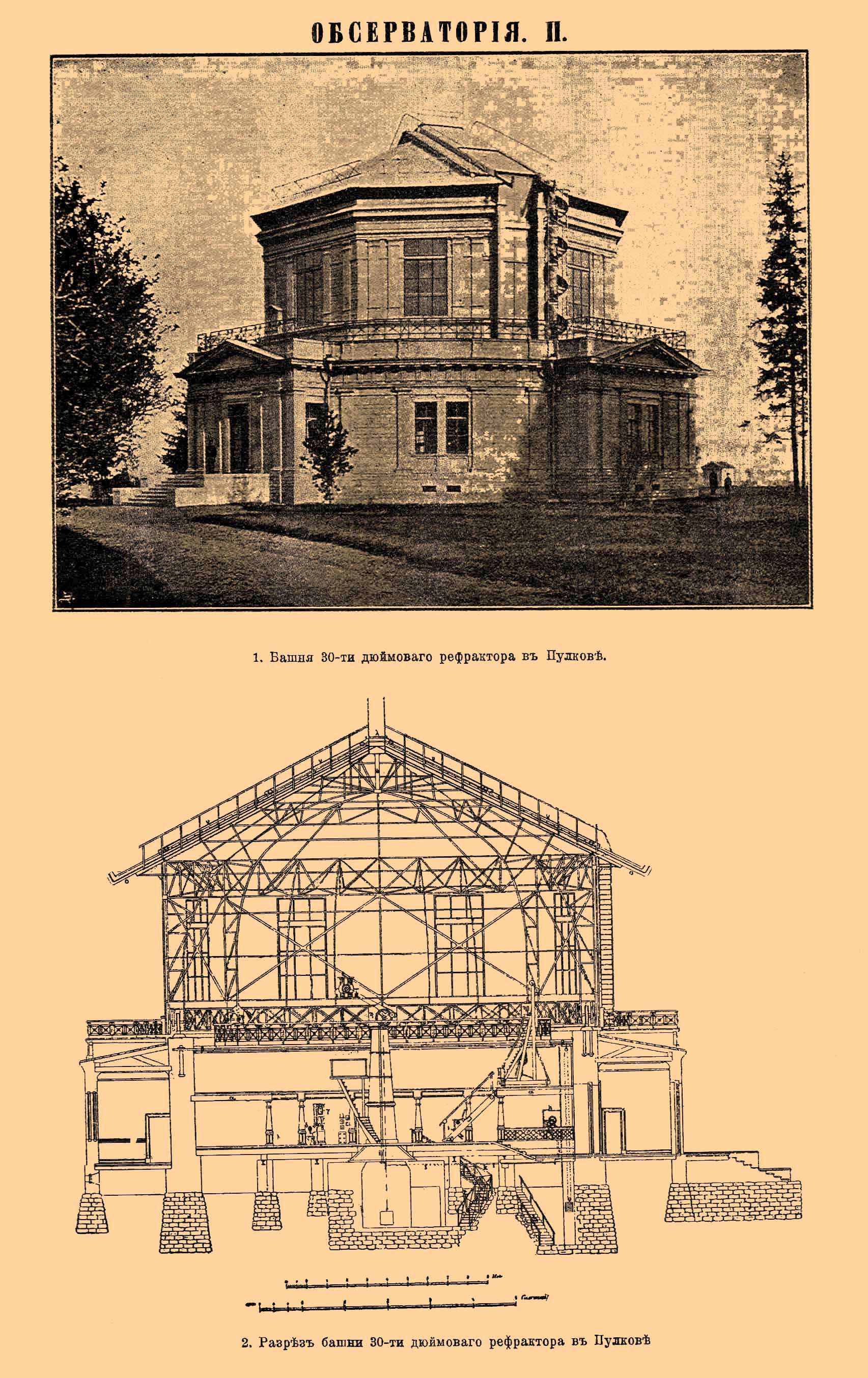
Edificio che ospitava il telescopio da 76 cm
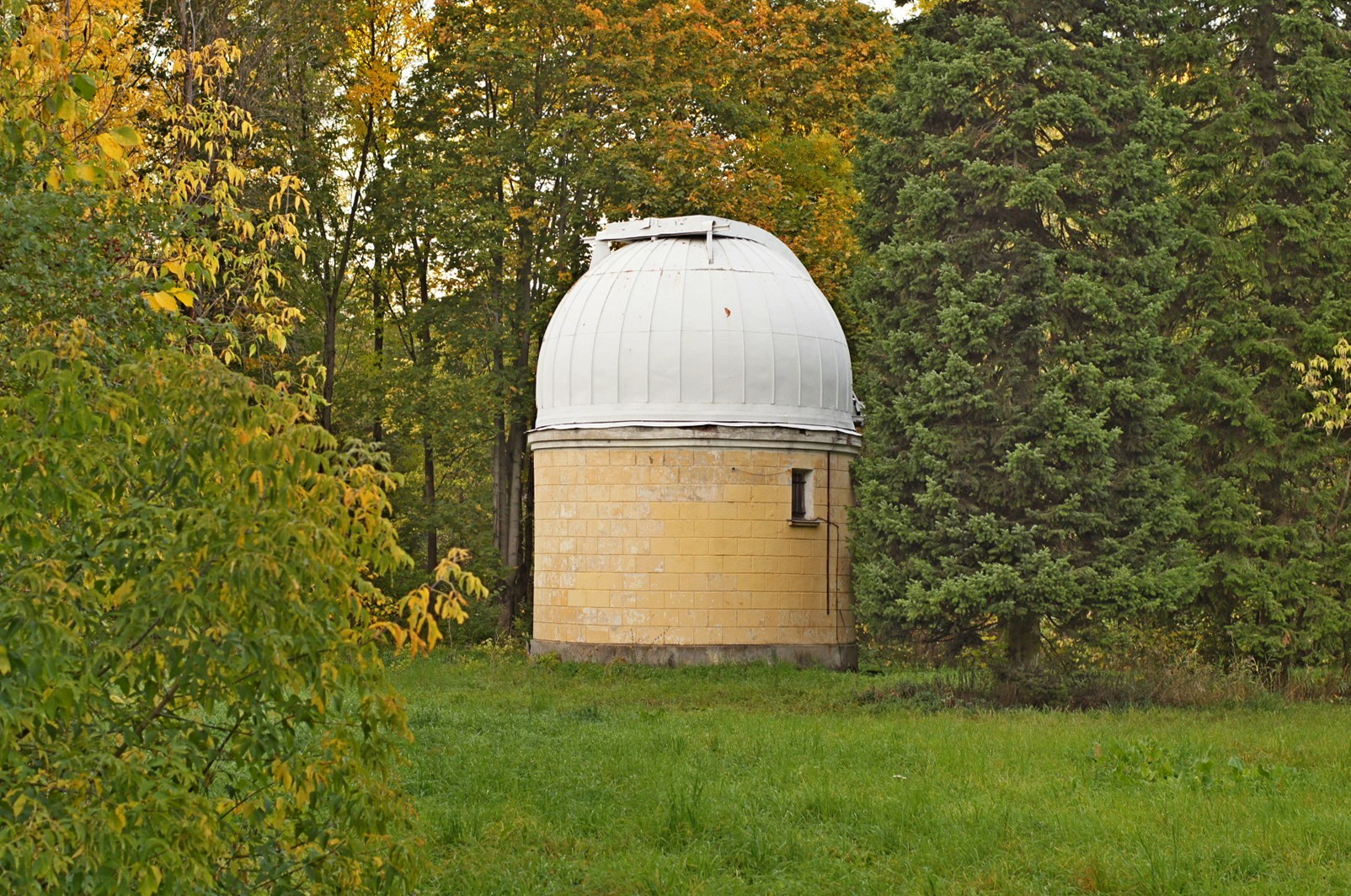
Cupola dell'astrografo
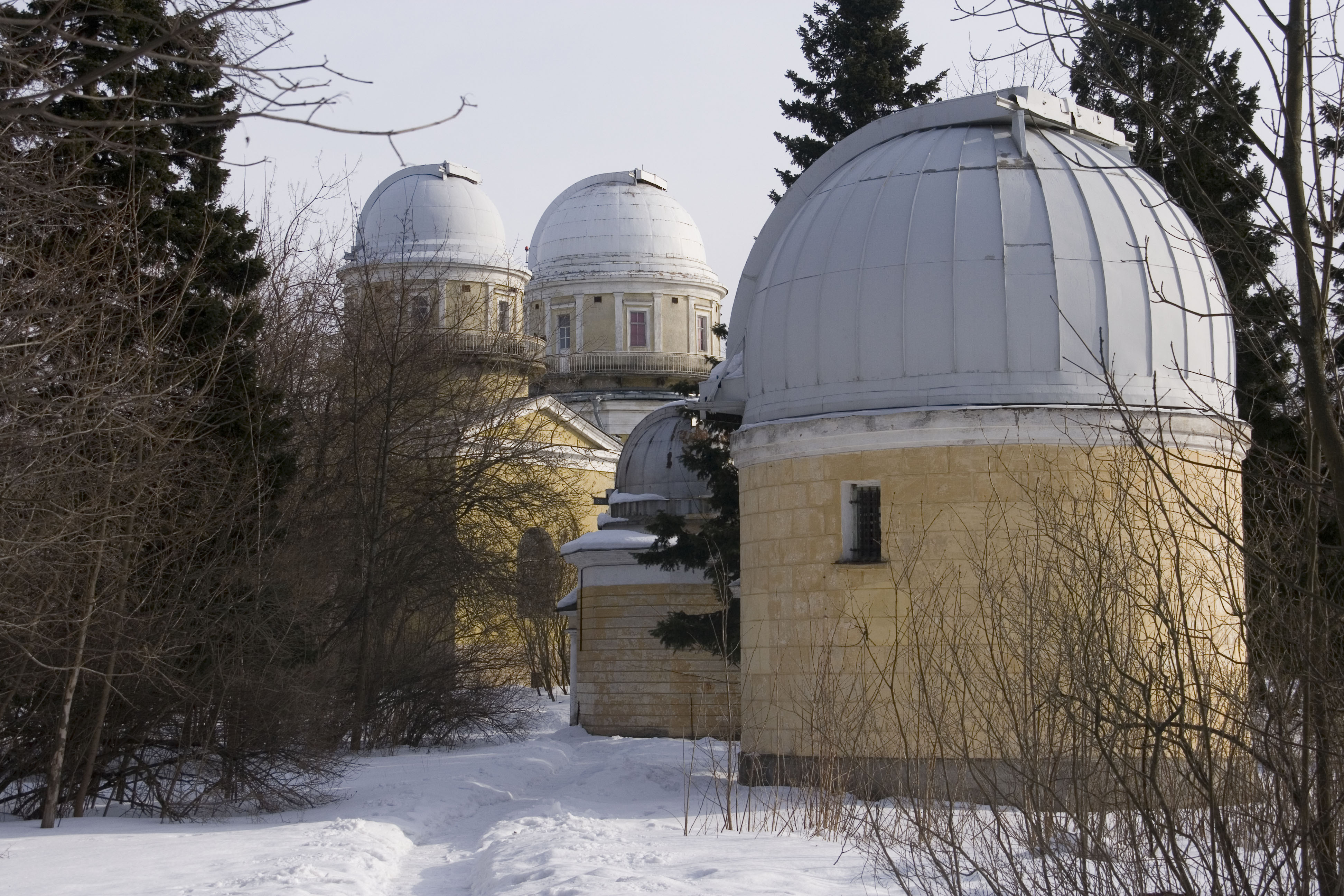
Diversi padiglioni dell'osservatorio
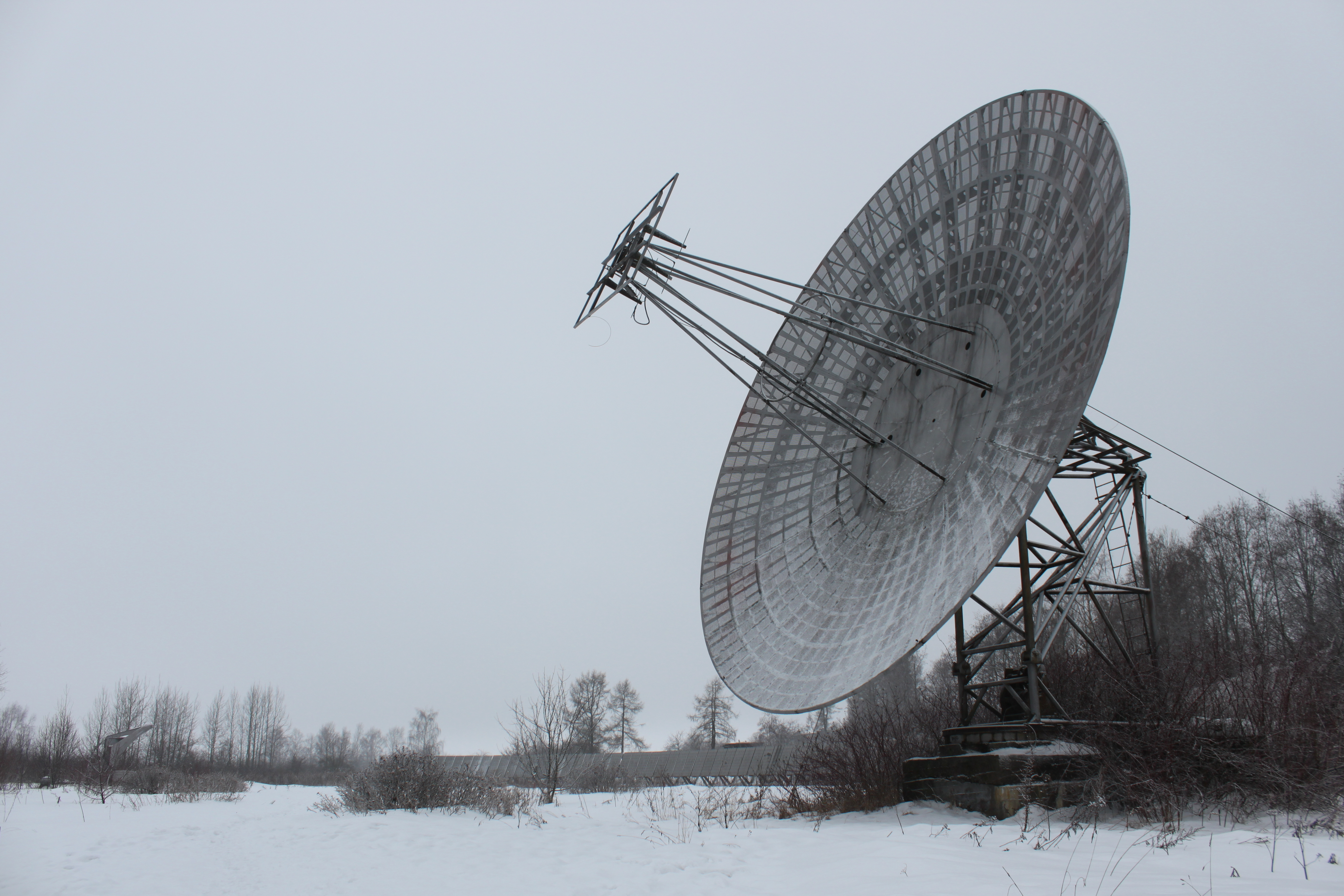
Radiotelescopio